# لاله‌پاشا
لاله‌پاشا (به ترکی استانبولی: Lalapaşa) یک منطقهٔ مسکونی در ترکیه است که در استان ادرنه واقع شده‌است.